# کن (گروه موسیقی)
کن (انگلیسی: Can) یک گروه راک تجربی بود که سال ۱۹۶۸ در کلن آلمان شکل گرفت و با بهره‌گیری متمایز از ویژگی‌های موسیقی مینیمال، الکترونیک و موسیقی ملل و آمیزش آن‌ها با مایه‌های عموماً سایکدلیک و فانک، خود را به عنوان یکی از پیشتازان کراوت‌راک مطرح کرد.
تأثیر «کن» بر گونه‌های موسیقی آوانگارد، تجربی، زیرزمینی، موج نو، امبینت و الکترونیک عظیم بوده است.